# Acalolepta nepalensis
Acalolepta nepalensis är en skalbaggsart som beskrevs av Hayashi 1980. Acalolepta nepalensis ingår i släktet Acalolepta och familjen långhorningar.
Artens utbredningsområde är Nepal. Inga underarter finns listade i Catalogue of Life.